# Taichi Kato
Taichi Kato (加藤 大智 Kato Taichi?), född 14 april 1997 i Aichi prefektur, är en japansk fotbollsspelare.
Kato började sin karriär 2020 i Ehime FC.